# De Ronde Venen
De Ronde Venen  è una municipalità dei Paesi Bassi di 42 969 abitanti situata nella provincia di Utrecht.

## Geografia fisica

### Suddivisione amministrativa
- Abcoude
- Amstelhoek
- Baambrugge
- De Hoef
- Mijdrecht (capoluogo)
- Stokkelaarsbrug
- Vinkeveen
- Waverveen
- Wilnis